# Гренландска акула
Гренландската акула (Somniosus microcephalus), известна още като полярна акула е бодилестоподобна акула от семейство Somniosidae. Това е една от най-големите акули, с размери, сравними с тези на голямата бяла акула. Най-големите екземпляри от този вид могат да достигнат почти до 8 m при тегло до 2,5 тона. Въпреки това, най-често се срещат видове с размери от 3 до 4,8 m и тегло до 400 кг.

## Разпространение и местообитане
Гренландската акула е широко разпространена в северната част на Атлантическия океан край бреговете на Гренландия и Исландия.

## Хранене
Основно се хранят с риба и по-рядко с тюлени. Описани са случаи, в които в стомасите на полярни акули са открити остатъци от полярни мечки и северни елени.

## Размножаване
Размножителният период за този вид акули е през пролетта. Женската снася около 500 елипсовидни яйца с размери около 8 cm на дължина.

## Продължителност на живот
Гренландската акула има най-продължителен живот от всички гръбначни видове. Една такава акула била маркирана в Гренландия през 1936 г. и заловена през 1952 г. Нейните измервания показват, че тези акули растат с около 0.5 – 1 см годишно. През 2016 г. е направено проучване в което участват 28 акули, които варират от 81 до 502 см (2.7 – 16.5 фута) на дължина. На най-старото от животните и най-голямото, е направено радио въглеродно датиране за определяне на възрастта. Установено е че възрастта на акулата е около 392 ± 120 години (не на по-малко от 272 години и на повече от 512 години). Авторите допълнително смятат, че видът достига полова зрялост на около 150 години.
Първото цялостно секвениране на хромозомния геном на гренландската акула разкрива, че той съдържа около 6,45 милиарда базови двойки и 22 634 гена – почти двойно повече от човешкия. Анализът на този обемен генетичен материал разкрива две потенциални причини за нейното изключително дълголетие. Първата е свързана с голямото количество транспозони – мобилни генетични елементи, които при този вид често са свързани с гени за възстановяване на ДНК. Това предполага, че транспозоните могат да играят защитна роля, като подпомагат геномната стабилност и забавят процесите на стареене. Втората находка е мутация в гена TP53, отговорен за синтеза на тумор-супресорния протеин p53. Този протеин регулира клетъчното делене и отстраняването на клетки с увредена ДНК. Според прогнозен модел, мутацията в TP53 може да променя структурата и функцията на p53 по начин, който подпомага дългосрочната генетична защита. 